# 親衛隊第26師
親衛隊第26武裝擲彈兵師（匈牙利第2師）（德語：26. Waffen-Grenadier-Division der SS (ungarische Nr. 2)）是納粹德國武裝親衛隊的一個步兵師，由匈牙利志願者組成。1945年5月，該師於奧地利向美軍投降。